# Aleurolobus iteae
Aleurolobus iteae là một loài côn trùng cánh nửa trong họ Aleyrodidae, phân họ Aleyrodinae.
Aleurolobus iteae được Takahashi miêu tả khoa học đầu tiên năm 1957.